# Commodore 128

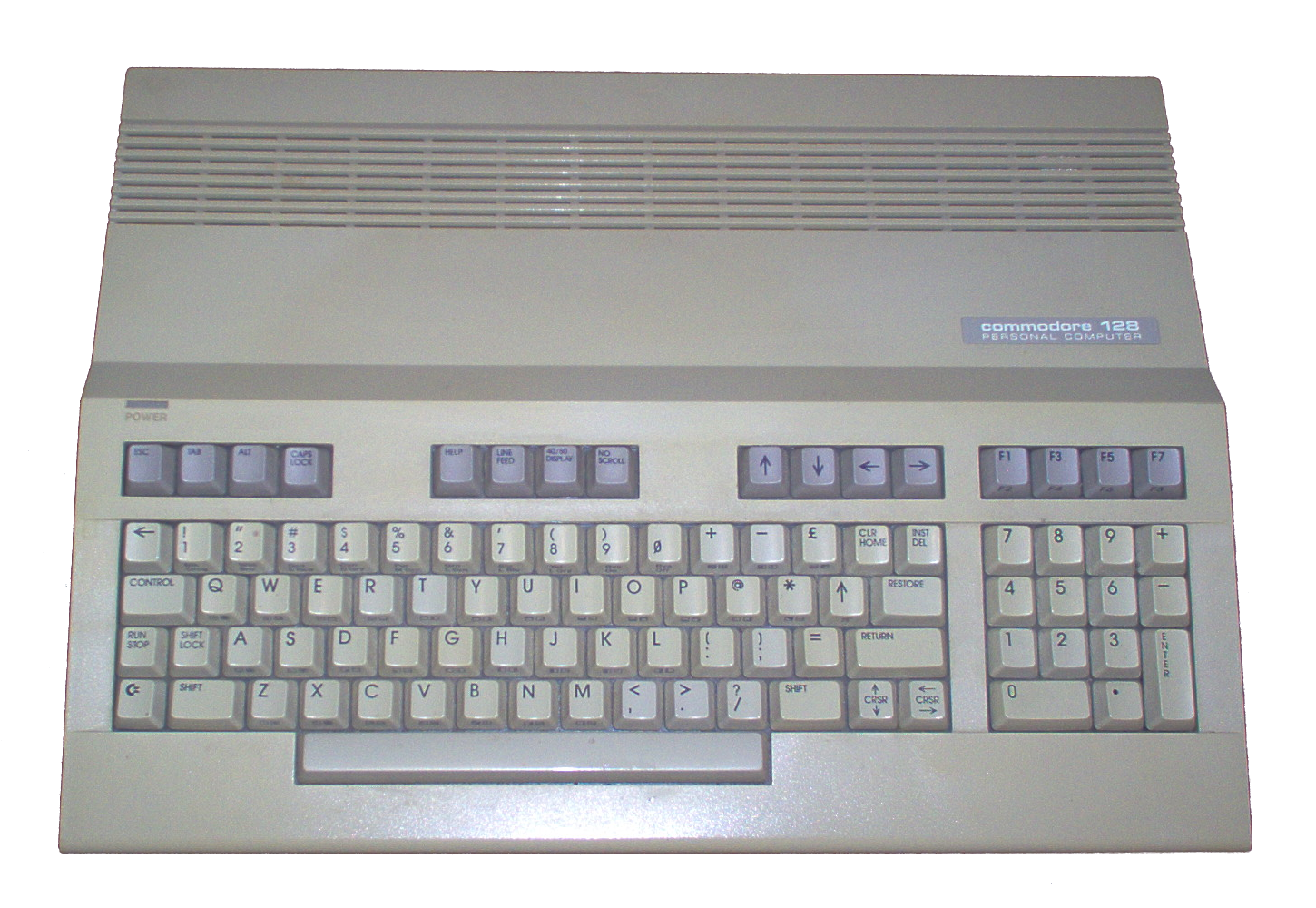
Commodore 128

Commodore 128 (C128, CBM 128, C=128) byl posledním 8bitovým počítačem, který firma Commodore Business Machines vytvořila. Počítač existuje také v desktopových variantách označovaných jako Commodore 128D a Commodore 128DCR. Na rozdíl od Commodore Plus/4 neobsahuje vestavěné uživatelské programy.

## Historie
C128 byl představen v roce 1985 na výstavě Consumer Electronics Show (CES) v Las Vegas přesně tři roky po nástupu svého předchůdce, nejlépe prodávaného osmibitu – C64. Hlavním designérem byl Bil Herd.

## Technická specifikace

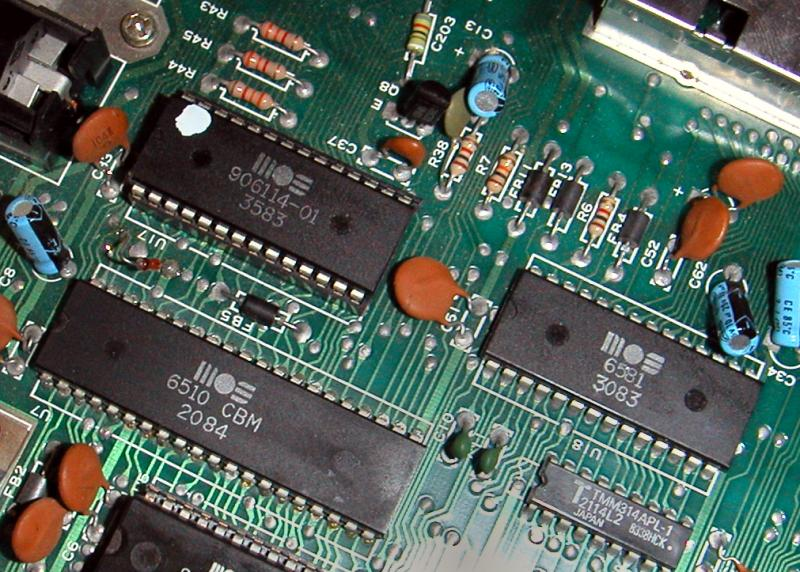
Procesor-předchůdce 6510

Počítač se stal výrazně vylepšeným nástupcem Commodore 64, se kterým je zpětně kompatibilní. Obsahoval implicitně 128 KB paměti RAM, kterou bylo možno externě rozšířit až na 640 kB.
Vedle klasického AV výstupu (určeného pro výstup VIC-IIE+SID), měl počítač oproti C64 navíc RGBI výstup pro chip 8563 VDC s vyčleněnými 16 kB (verze C128) nebo 8568 VDC s 64 kB (C128D, C128DCR).
Velkých změn po designové stránce doznala také klávesnice, která připomíná klávesnici Amigy nebo PC – základní blok je shodný s C64 (jen klávesy F1–F8, které jsou u C64 napravo, jsou zde přemístěny do horní řady), ale obsahuje navíc numerický blok, a v horní řadě jsou další pomocné klávesy. Celkově je klávesnice velmi vhodná pro psaní. U desktop verzí C128D a DCR je plně oddělitelná.
Namísto staré CPU MOS Technology 6510 tepaly v útrobách dva procesory. Prvním z nich byl 8502, modifikovaná verze 6510, který mohl běžet na frekvenci až 2 MHz (plný 2MHz mód byl možný jen s vypnutým zobrazováním VIC), druhým byl Zilog Z80 s frekvencí 4 MHz (avšak 2 cykly ze 4 byly vyhrazeny pro VIC, takže efektivně jen 2 MHz), který měl na starosti kompatibilitu s CP/M a výběr grafického módu během bootování počítače.
C128 disponoval třemi pracovními módy: nativní C128 Mode, CP/M Mode a C64 Mode.

### C128 Mode
Jakkoliv byly grafické schopnosti C64 hodnoceny velice kladně, co se týče textové grafiky, byla na tom cé-čtyři-a-šedesátka na štíru. 40 znaků na řádek bylo pro práci s textovým editorem naprosto nedostačující parametr. Dalším podstatným minusem byla nevyhovující klávesnice, která neobsahovala dostatek kláves pro seriózní práci.
Konstruktéři Commodore 128 se tedy rozhodli do této verze počítače implantovat čip, který by se postaral o kvalitnější zobrazení. Grafický čip pod číselným označením 8563 VDC splňoval nároky na optimální grafický režim a stal se součástí hardwarové výbavy. Stejně tak byl rozšířen počet kláves na klávesnici, a rovněž došlo k povýšení implementované verze BASICu z BASIC 2.0 na BASIC 7.0.
V C128D byla použita také rychlejší disketová mechanika Commodore 1570 a 1571 (5,25") a Commodore 1581 (3,5"), což s relativně velkou pamětí, rychlejším procesorem a lepším grafickým subsystémem dovolilo použití grafické nadstavby operačního systému – GEOS.

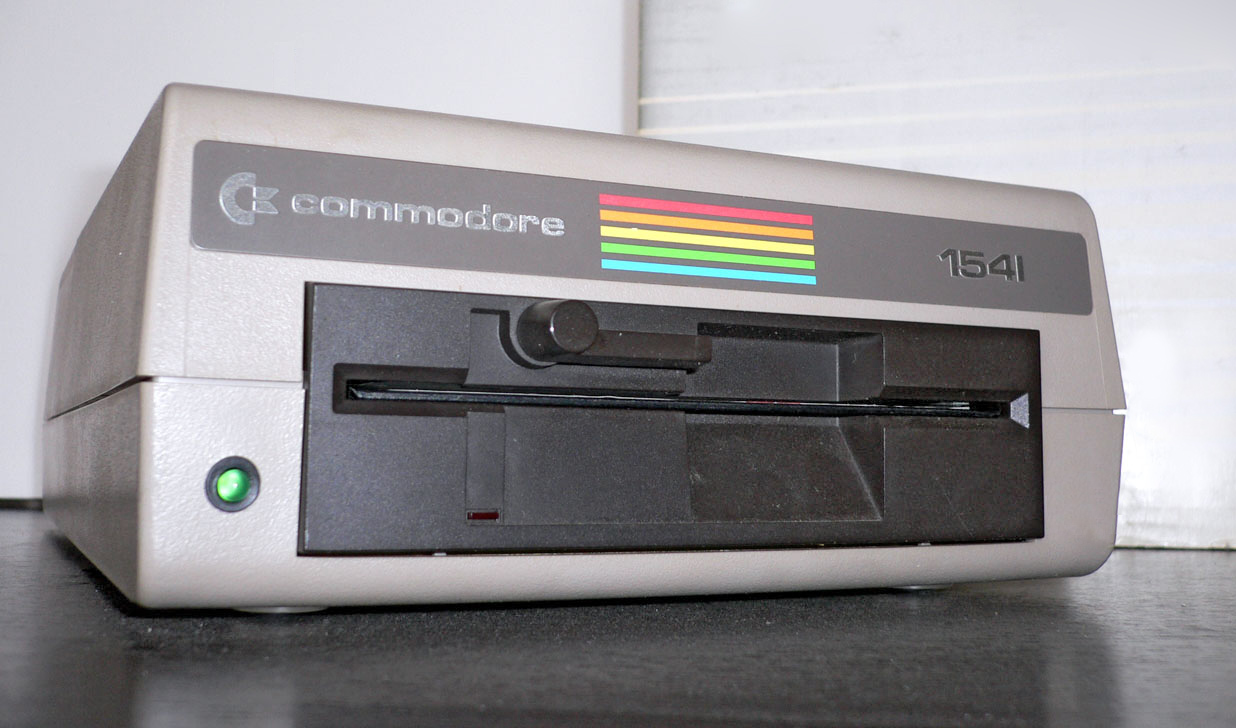
Disketová mechanika Commodore 1541

### CP/M Mode
O schopnost spustit na C128 operační systém CP/M se staral druhý procesor Zilog Z80. Počítač využíval CP/M 3.0 (CP/M Plus), který byl zpětně kompatibilní s CP/M 2.2, a také terminálovou emulaci ADM31/3A.
CP/M běžel na C128 o poznání pomaleji, než na jiných CP/M systémech. Důvodem byla nízká taktovací frekvence Zilogu, 2 MHz, oproti strojům zaměřeným na systémovou činnost (4 – 6 MHz). Na rychlosti se také podepsala nová verze CP/M 3.0, která oproti verzi 2.2 opět výrazně pokulhávala (co se odezvy týče).

### C64 Mode
Díky tomu, že do C128 byl implementován originální C64 BASIC a KERNAL ROM, byl C128 téměř 100% kompatibilní se svým předchůdcem.

## Technické parametry
Procesor
- MOS Technology 8502 (1 nebo 2 MHz)
- Zilog Z80 (4 MHz, resp. 2 MHz kvůli čekání na videočip VIC-II)

RAM
- 128 kB
  - 2 kB pro VIC-II
  - 16/64 kB pro VDC)
- možnost rozšíření o dalších 512 kB

ROM
- 72 kB
  - 28 kB BASIC 7.0
  - 4 kB MLM
  - 8 kB C128 KERNAL
  - 4 kB Screen Editor
  - 4 kB Z80 BIOS
  - 9 kB C64 BASIC 2.0
  - 7 kB C64 KERNAL
  - 4 kB C64 generátor znaků
  - 4 kB C128 generátor znaků
- možnost rozšíření o vnitřní funkční ROM 32 kB

Video
- MOS 8564/8566 VIC-II E (NTSC/PAL)
  - přímý přístup do registru
  - Textový mód: 40×25 znaků, 16 barev
  - Grafický mód: 160×200, 320×200
  - 8 hardwarových spritů
  - 2 kB vyhrazené RAM pro 4bitovou barevnou hloubku
  - využívá též hlavní RAM pro videopaměť
- MOS 8563/8568 VDC (RGBI, kompatibilní s PC CGA)
  - nepřímý přístup do registru
  - Textový mód: 80×25 znaků, 16 barev (z jiné palety než VIC-II)
  - Grafický mód: 640×200, 640×400 (prokládaně)
  - žádné hardwarové sprity
  - 16/64 kB vyhrazené video RAM

Audio
- MOS 6581 (C128) nebo novější 8580 (C128D)
  - 3-kanálový zvuk (ADSR model)
  - Rezonantní filtry